# Calcio Monza 1981-1982
Questa voce raccoglie le informazioni riguardanti il Calcio Monza nelle competizioni ufficiali della stagione 1981-1982

## Stagione
Nella stagione 1981-1982 il Monza si è riscattato ritornando in Serie B. 
Sulla panchina del Monza viene confermato Franco Fontana. Ceduti alla Fiorentina i gioielli Daniele Massaro e Paolo Monelli, si punta in attacco su una coppia inedita.
Arrivano Giuseppe Galluzzo prelevato dal Milan, che vince con 19 reti la classifica dei marcatori del girone, e Loris Pradella preso dall'Udinese, autore di 17 reti di cui 5 in coppa e 12 in campionato. 
Con 52 reti segnate, la squadra biancorossa dispone del miglior attacco del campionato.
In Coppa Italia di Serie C il Monza vince il girone 4 di qualificazione superando Casatese e Seregno. Nei sedicesimi di finale cede nel doppio confronto con il Legnano.

## Organigramma societario
Area direttiva
- Presidente: Valentino Giambelli
- Vice Presidente: Gianantonio Brugola
- Direttore sportivo: Ariedo Braida

Area organizzativa
- Segretario: Alessandro De Lazzari

Area tecnica
- Allenatore: Franco Fontana
- Allenatore in seconda: Mario Perego
- Massaggiatori: Giancarlo Sala e Marco Viganò
- Medici sportivi: Raffaele Mimmo e Salvatore Castellano

## Rosa
| N. |                   | Ruolo | Calciatore           |
| -- | ----------------- | ----- | -------------------- |
|    | Italia (bandiera) | P     | Giorgio Ceccarelli   |
|    | Italia (bandiera) | P     | Massimo Meani        |
|    | Italia (bandiera) | P     | Francesco Navazzotti |
|    | Italia (bandiera) | D     | Saverio Albi         |
|    | Italia (bandiera) | D     | Luciano Castioni     |
|    | Italia (bandiera) | A     | Luigi Colaianni      |
|    | Italia (bandiera) | D     | Franco Fasoli        |
|    | Italia (bandiera) | D     | Roberto Fontanini    |
|    | Italia (bandiera) | D     | Gianfranco Motta     |
|    | Italia (bandiera) | C     | Walter Biffi         |
|    | Italia (bandiera) | C     | Ezio Blangero        |
|    | Italia (bandiera) | C     | Angelo Colombo       |

| N. |                   | Ruolo | Calciatore        |
| -- | ----------------- | ----- | ----------------- |
|    | Italia (bandiera) | C     | Ernesto Peroncini |
|    | Italia (bandiera) | C     | Emilio Pessina    |
|    | Italia (bandiera) | C     | Maurizio Ronco    |
|    | Italia (bandiera) | C     | Sergio Tremolada  |
|    | Italia (bandiera) | C     | Fulvio Saini      |
|    | Italia (bandiera) | A     | Fabio Biasin      |
|    | Italia (bandiera) | A     | Marco Bolis       |
|    | Italia (bandiera) | A     | Giuseppe Galluzzo |
|    | Italia (bandiera) | A     | Matteo Galullo    |
|    | Italia (bandiera) | A     | Giuliano Perico   |
|    | Italia (bandiera) | A     | Loris Pradella    |
|    | Italia (bandiera) | A     | Marco Salvadori   |

## Risultati

### Serie C1

#### Girone di andata
| Modena 20 settembre 1981 1ª giornata | Modena                      | 0 – 0 | Monza | Stadio Alberto Braglia\| Arbitro: \| Pellicanò (Reggio Calabria) \| |
| Arbitro:                             | Pellicanò (Reggio Calabria) |       |       |                                                                     |

| Arbitro: | Rufo (Roma) |

|                                  |           |  |
| Galluzzo 51’ Bolis 54’ Ronco 84’ | Marcatori |  |

| Bergamo 4 ottobre 1981 3ª giornata | Atalanta            | 0 – 0 | Monza | Stadio Comunale\| Arbitro: \| Lamorgese (Potenza) \| |
| Arbitro:                           | Lamorgese (Potenza) |       |       |                                                      |

| Arbitro: | Ramacci (Latina) |

|                                       |           |           |
| Pradella 19’ Galluzzo 56’ (rig.), 68’ | Marcatori | 48’ Picco |

| Arbitro: | Tuveri (Cagliari) |

|              |           |              |
| Cavestro 26’ | Marcatori | 69’ Blangero |

| Arbitro: | Coppetelli (Tivoli) |

|                                |           |  |
| Peroncini 5’, 84’ Galluzzo 42’ | Marcatori |  |

| Arbitro: | Pellicanò (Reggio Calabria) |

|  |           |              |
|  | Marcatori | 53’ Galluzzo |

| Arbitro: | Falsetti (Roma) |

|              |           |  |
| Pradella 25’ | Marcatori |  |

| Arbitro: | Tuveri (Cagliari) |

|             |           |  |
| Beccati 25’ | Marcatori |  |

| Arbitro: | Laudato (Taranto) |

|                        |           |  |
| Saini 3’ Peroncini 88’ | Marcatori |  |

| Arbitro: | De Marchi (Novara) |

|                             |           |                                           |
| Grop 56’ Delneri 87’ (rig.) | Marcatori | 24’ Peroncini 54’, 83’ Galluzzo 77’ Bolis |

| Arbitro: | Luci (Firenze) |

|                 |           |  |
| Pietropaolo 76’ | Marcatori |  |

| Arbitro: | Pampana (Pisa) |

|              |           |  |
| Pradella 70’ | Marcatori |  |

| Arbitro: | Greco (Lecce) |

|                                                                      |           |                    |
| Galluzzo 11’ (rig.) Pradella 33’, 48’ Bolis 56’ Biasin 59’ Biffi 84’ | Marcatori | 78’ (rig.) Cannata |

| Arbitro: | Lamorgese (Potenza) |

|  |           |           |
|  | Marcatori | 50’ Bolis |

| Arbitro: | Cerquoni (Macerata) |

|           |           |                         |
| Bolis 36’ | Marcatori | 5’ De Falco 52’ Ascagni |

| Arbitro: | Testa (Prato) |

|  |           |                  |
|  | Marcatori | 43’ (rig.) Ronco |

#### Girone di ritorno
| Monza 24 gennaio 1982 18ª giornata | Monza               | 0 – 0 | Modena | Stadio Gino Alfonso Sada\| Arbitro: \| Coppetelli (Tivoli) \| |
| Arbitro:                           | Coppetelli (Tivoli) |       |        |                                                               |

| Arbitro: | Baldi (Roma) |

|  |           |              |
|  | Marcatori | 88’ Pradella |

| Monza 7 febbraio 1982 20ª giornata | Monza              | 0 – 0 | Atalanta | Stadio Gino Alfonso Sada\| Arbitro: \| De Marchi (Novara) \| |
| Arbitro:                           | De Marchi (Novara) |       |          |                                                              |

| Arbitro: | Bruschini (Firenze) |

|           |           |  |
| Comba 63’ | Marcatori |  |

| Arbitro: | Greco (Lecce) |

|                                    |           |  |
| Pradella 4’, 49’ Galluzzo 16’, 77’ | Marcatori |  |

| Arbitro: | Baldi (Roma) |

|             |           |  |
| Bocchio 26’ | Marcatori |  |

| Arbitro: | Pampana (Pisa) |

|                                      |           |             |
| Colombo 9’ Pradella 36’ Galluzzo 52’ | Marcatori | 28’ Melillo |

| Arbitro: | Testa (Prato) |

|              |           |                                          |
| Bresolin 81’ | Marcatori | 6’, 63’ (rig.), 84’ Galluzzo 9’ Pradella |

| Arbitro: | Marascia (Roma) |

|                        |           |  |
| Pradella 23’ Ronco 43’ | Marcatori |  |

| Piacenza 4 aprile 1982 27ª giornata | Piacenza           | 0 – 0 | Monza | Stadio Galleana\| Arbitro: \| De Marchi (Novara) \| |
| Arbitro:                            | De Marchi (Novara) |       |       |                                                     |

| Arbitro: | Lamorgese (Potenza) |

|                     |           |  |
| Galluzzo 35’ (rig.) | Marcatori |  |

| Arbitro: | Baroni (Macerata) |

|                      |           |  |
| Ronco 7’ Colombo 11’ | Marcatori |  |

| Arbitro: | Testa (Prato) |

|                |           |                     |
| Di Stefano 47’ | Marcatori | 29’ (rig.) Galluzzo |

| Parma 9 maggio 1982 31ª giornata | Parma              | 0 – 0 | Monza | Stadio Ennio Tardini\| Arbitro: \| Sguizzato (Verona) \| |
| Arbitro:                         | Sguizzato (Verona) |       |       |                                                          |

| Arbitro: | Pampana (Pisa) |

|                     |           |              |
| Galluzzo 52’ (rig.) | Marcatori | 32’ Di Prete |

| Arbitro: | Lamorgese (Potenza) |

|                |           |                            |
| Costantini 19’ | Marcatori | 14’ Galluzzo 49’ Peroncini |

| Arbitro: | Scalise (Bologna) |

|                           |           |                                    |
| Galluzzo 33’ Pradella 61’ | Marcatori | 32’ Messersì 66’ Mochi 73’ Cazzola |

### Coppa Italia Serie C

#### Fase eliminatoria a gironi
| Arbitro: | Albertini (Voghera) |

|  |           |             |
|  | Marcatori | 7’ Pradella |

| 26 agosto 1981 2ª giornata |  | – Riposo |  |  |

| Arbitro: | Frigerio (Milano) |

|                            |           |            |
| Pradella 40’, 74’ Galluzzo | Marcatori | 54’ Sironi |

| Arbitro: | Ronchetti (Modena) |

|                   |           |  |
| Pradella 33’, 39’ | Marcatori |  |

| 6 settembre 1981 5ª giornata |  | – Riposo |  |  |

| Arbitro: | De Marchi (Novara) |

|           |           |  |
| Sironi 6’ | Marcatori |  |

#### Fase finale
| Arbitro: | Scevola (Milano) |

|                |           |  |
| Ticozzelli 10’ | Marcatori |  |

| Arbitro: | Albertini (Voghera) |

|             |           |              |
| Galluzzo 8’ | Marcatori | 118’ Onorini |

## Statistiche

### Statistiche di squadra
| Competizione         | Punti | In casa | In casa | In casa | In casa | In casa | In casa | In trasferta | In trasferta | In trasferta | In trasferta | In trasferta | In trasferta | Totale | Totale | Totale | Totale | Totale | Totale | DR  |
| Competizione         | Punti | G       | V       | N       | P       | Gf      | Gs      | G            | V            | N            | P            | Gf           | Gs           | G      | V      | N      | P      | Gf     | Gs     | DR  |
| -------------------- | ----- | ------- | ------- | ------- | ------- | ------- | ------- | ------------ | ------------ | ------------ | ------------ | ------------ | ------------ | ------ | ------ | ------ | ------ | ------ | ------ | --- |
| Serie C1             | 47    | 17      | 12      | 3       | 2       | 35      | 9       | 17           | 7            | 6            | 4            | 17           | 10           | 34     | 19     | 9      | 6      | 52     | 19     | +33 |
| Coppa Italia Serie C | 7     | 3       | 2       | 1       | 0       | 6       | 2       | 3            | 1            | 0            | 2            | 1            | 2            | 6      | 3      | 1      | 2      | 7      | 4      | +3  |
| Totale               |       | ..      | ..      | .       | .       | ..      | .       | ..           | .            | ..           | .            | ..           | ..           | ..     | ..     | ..     | .      | ..     | ..     | ..  |

### Statistiche dei giocatori
| Giocatore      | Serie C1 | Serie C1 | Coppa Italia C | Coppa Italia C | Totale   | Totale |
| Giocatore      | Presenze | Reti     | Presenze       | Reti           | Presenze | Reti   |
| -------------- | -------- | -------- | -------------- | -------------- | -------- | ------ |
| S. Albi        | 9        | 0        | 5              | 0              | 14       | 0      |
| F. Biasin      | 25       | 1        | 2              | 0              | 27       | 1      |
| W. Biffi       | 17       | 1        | 2              | 0              | 19       | 1      |
| E. Blangero    | 10       | 1        | 1              | 0              | 11       | 1      |
| M. Bolis       | 33       | 5        | 5              | 0              | 38       | 5      |
| L. Castioni    | 34       | 0        | 6              | 0              | 40       | 0      |
| L. Colaianni   | 0        | 0        | 1              | 0              | 1        | 0      |
| A. Colombo     | 32       | 2        | 3              | 0              | 35       | 2      |
| F. Fasoli      | 34       | 0        | 4              | 0              | 38       | 0      |
| R. Fontanini   | 16       | 0        | 5              | 0              | 21       | 0      |
| G. Galluzzo    | 31       | 19       | 5              | 2              | 36       | 21     |
| M. Galullo     | 0        | 0        | 3              | 0              | 3        | 0      |
| M. Meani       | 30       | -18      | 2              | -2             | 32       | -20    |
| G. Motta       | 26       | 0        | 4              | 0              | 30       | 0      |
| F. Navazzotti  | 4        | -1       | 4              | -2             | 8        | -3     |
| G. Perico      | 4        | 0        | 1              | 0              | 5        | 0      |
| E. Peroncini   | 31       | 5        | 5              | 0              | 36       | 5      |
| E. Pessina     | 0        | 0        | 2              | 0              | 2        | 0      |
| L. Pradella    | 33       | 12       | 5              | 5              | 38       | 17     |
| M. Ronco       | 28       | 3        | 1              | 0              | 29       | 3      |
| F. Saini       | 34       | 1        | 6              | 0              | 40       | 1      |
| G.M. Salvadori | 0        | 0        | 2              | 0              | 2        | 0      |
| S. Tremolada   | 0        | 0        | 4              | 0              | 4        | 0      |